# نوبو تاناكا
نوبو تاناكا (باليابانية: 田中伸男؛ بالكانا: たなか のぶお) هو دبلوماسي واقتصادي ياباني، ولد في 3 مارس 1950 في كاناغاوا في اليابان.